# Praszler Gyula
Prassler Gyula, Iuliu Prassler (1916. január 16. – 1942) román válogatott magyar labdarúgó, csatár.

## Pályafutása
A Vagonul Arad labdarúgója volt. 1938-ban két alkalommal szerepelt a román válogatottban. Tagja volt a franciaországi világbajnokságon részt vevő csapatnak.

## Statisztika

### Mérkőzései a román válogatottban
| Románia | Románia         | Románia        | Románia | Románia  | Románia     | Románia           | Románia | Románia |
| #       | Dátum           | Helyszín       | Hazai   | Eredmény | Vendég      | Kiírás            | Gólok   | Esemény |
| ------- | --------------- | -------------- | ------- | -------- | ----------- | ----------------- | ------- | ------- |
| 1.      | 1938. május 8.  | Bukarest       | Románia | 0 – 1    | Jugoszlávia | Eduard Benes kupa | -       |         |
| 2.      | 1938. június 9. | Toulouse (FRA) | Kuba    | 2 – 1    | Románia     | vb-nyolcaddöntő   | -       |         |
|         | Összesen        |                |         | 2        | mérkőzés    |                   | 0       | gól     |